# John Ruggles

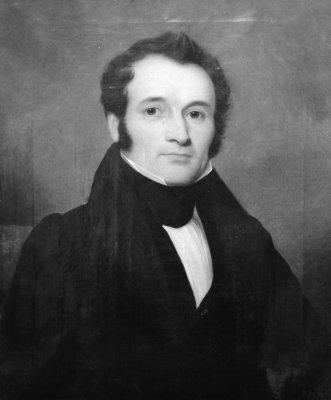
John Ruggles

John Ruggles (* 8. Oktober 1789 in Westborough, Worcester County, Massachusetts; † 20. Juni 1874 in Thomaston, Maine) war ein US-amerikanischer Jurist und Politiker. Zwischen 1835 und 1841 vertrat er den Bundesstaat Maine im US-Senat.

## Werdegang
John Ruggles besuchte die öffentlichen Schulen seiner Heimat. Im Jahr 1813 absolvierte er die Brown University in Providence in Rhode Island. Nach einem Jurastudium und seiner 1815 erfolgten Zulassung als Rechtsanwalt begann er in Skowhegan im heutigen Maine in diesem Beruf zu arbeiten. Seit 1817 lebte er in Thomaston. Gleichzeitig schlug er eine politische Laufbahn ein. Zwischen 1823 und 1831 saß er im Repräsentantenhaus von Maine. Von 1825 bis 1829 sowie nochmals im Jahr 1831 war er dessen Präsident. Damals schloss er sich US-Präsident Andrew Jackson und dessen Demokratischen Partei an. Von 1831 bis 1834 war er Richter am Maine Supreme Judicial Court.
Nach dem Rücktritt von US-Senator Peleg Sprague wurde John Ruggles zu dessen Nachfolger als Class-2-Kategorie-Senator in den Kongress gewählt. Gleichzeitig wurde er auch für die folgende Legislaturperiode gewählt. Somit konnte er am 20. Januar 1835 sein dortiges Mandat antreten. Da er im Jahr 1840 nicht wiedergewählt wurde, musste er zum 3. März 1841 wieder aus dem US-Senat ausscheiden. Zwischenzeitlich war er Vorsitzender des Patentausschusses. Im Jahr 1836 entwarf er ein neues Gesetz zur Reform des Patentwesens in den Vereinigten Staaten.
Nach dem Ende seiner politischen Laufbahn praktizierte John Ruggles wieder als Anwalt. Außerdem trat er als Erfinder, Redner und Schriftsteller in Erscheinung. Er starb am 20. Juni 1874 in seinem Heimatort Thomaston.